# Complantation
La complantation ou agriculture complantée est un mode d’exploitation traditionnel des terres où différentes cultures sont pratiquées en même temps sur le même terrain. Ce terme est utilisé pour les techniques d’agriculture traditionnelle fortes consommatrices de main-d’œuvre. Actuellement, on utilise le terme d’agroforesterie.

## En Europe

### Antiquité
La complantation est attestée dès l’Antiquité. Ainsi, dans le monde grec antique, « on pouvait profiter des intervalles laissés entre les lignes de vignes et d'oliviers, quand ils étaient assez larges, pour y cultiver des céréales ou des légumineuses. », et on utilisait souvent, dans l'Antiquité grecque ou romaine, les arbres pour servir de support à la vigne (arbustra).

### Normandie

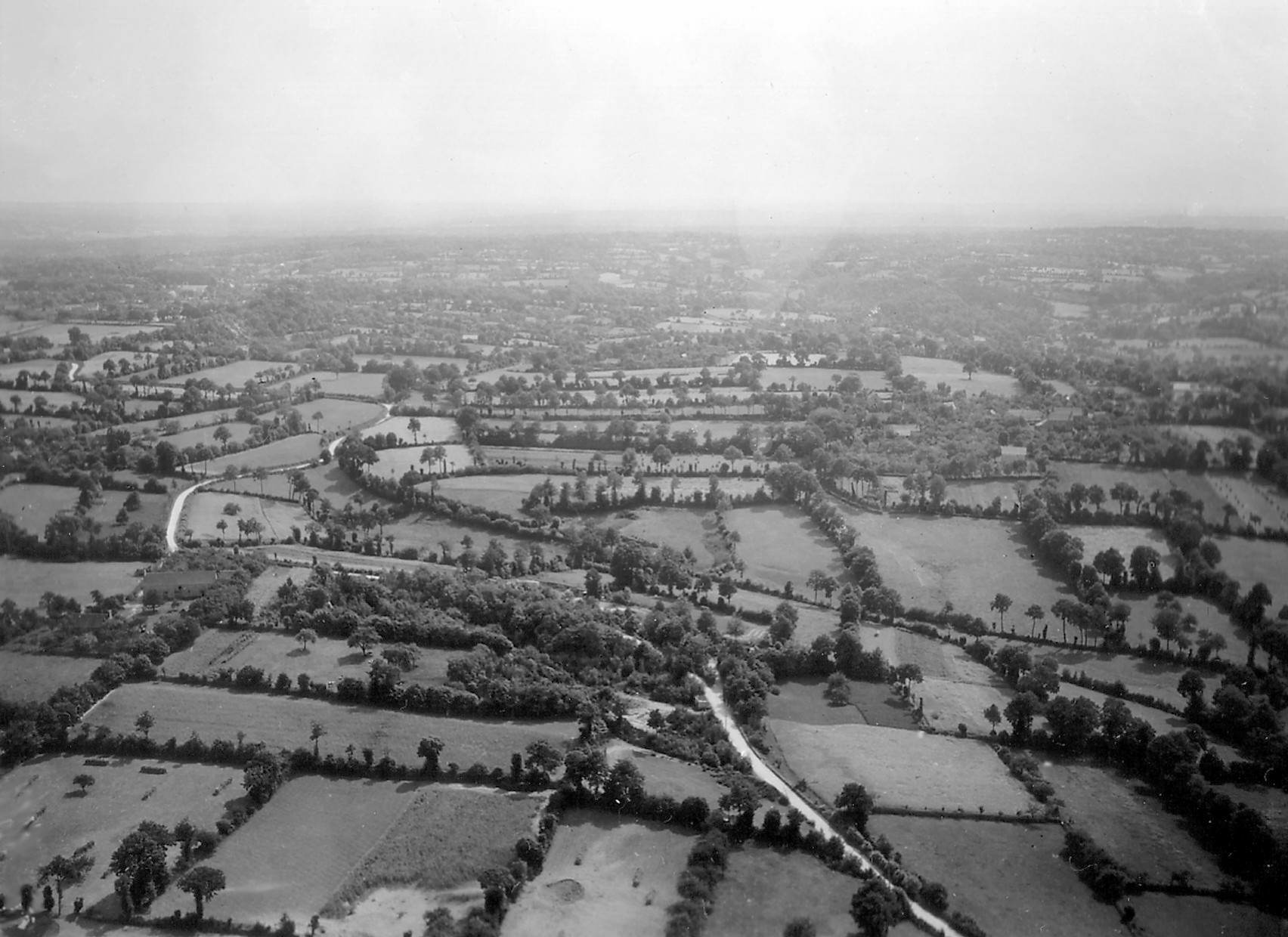
Le bocage traditionnel (ici du Cotentin, en France, vers 1945) offrait un compromis intéressant entre protection et exploitation des sols et des écosystèmes. Souvent associé à la culture de fruitiers et à l'élevage laitier, il permettait des systèmes polyculture-élevages autonomes et résilients, fonctionnant en boucle fermée, c’est-à-dire sans intrants, et sans déchets.

On peut citer comme exemple de complantation traditionnelle qui s’est maintenue en Europe les prairies normandes plantées de pommiers.

### Provence
Au Moyen Âge, certains baux, dits à complants, concernant les terres hermes, prévoyaient que le preneur recevait une terre qu’il devait cultiver et planter.
La complantation était répandue dans la montagne de Lure, où l’on cultivait des céréales entre les arbres fruitiers tels que noyers pour l’huile, amandiers pour la vente, poiriers, pruniers, cerisiers, pommiers pour la consommation domestique.

### Italie
En Italie, elle prend le nom de coltura promiscua et se pratique encore en Émilie, Toscane et Campanie. Sur ces terres fertiles, une main-d’œuvre nombreuse exploite des petites parcelles où la vigne s’appuie sur des arbres (fruitiers, mais aussi ormeaux ou frênes). Ces cultures arboricoles sont complétées par de la céréaliculture, des légumes ou des cultures commerciales.
L'exploitation conjointe sur une même parcelle d'arbres et de cultures paraît importante également au Moyen Âge. Dans un ouvrage de la fin du XIVe siècle décrivant la vie quotidienne dans le nord de l’Italie, de très nombreuses illustrations attestent de pratiques agroforestières très variées. Arbres et cultures y semblent inséparables : sur plus de cinquante planches agricoles, seules trois montrent des monocultures pures.

### Portugal
Cette complantation est pratiquée de la même manière au Portugal, dans le Minho. 

## Zones tropicales
On parle parfois d'agroforêts pour désigner les milieux où des populations indigènes vivent d'un mélange d’agriculture, de jardinage et de cueillette forestière, pratiqués sous la canopée ou plus souvent dans de petites clairières, sur brûlis avec des pratiques qui ménagent une partie de la biodiversité et lui permettent de se reconstituer rapidement. Ces agroforêts couvraient au début du XXIe siècle environ 1,5 million d’hectares rien qu'en Indonésie. Dans le monde, 150 millions d’hommes, autochtones, vivent encore en forêt, presque exclusivement en zone tropicale.

## Régression
Dans les pays industrialisés, l'agroforesterie a massivement régressé au XXe siècle en lien avec le développement d'une agriculture mécanisée. Le phénomène s'est amplifié dans la seconde moitié du XXe siècle : on estimait en France qu'il y avait 600 millions d'arbres dans les parcelles agricoles françaises dans les années 1940-1950. Il n'en restait que 200 millions dans les années 2000.
Ce phénomène a encore été accentué en Europe avec la mise en place de la PAC car les règlements européens, pour des raisons de facilité d'administration (non-cumul des subventions), excluaient (jusqu'en 2006) qu'une parcelle consacrée à deux productions puisse percevoir des subventions pour ces deux productions. De ce fait, la surface correspondant aux arbres présents dans les parcelles était systématiquement déduite de la surface subventionnée pour la culture présente au pied de l'arbre, ce qui a encouragé les agriculteurs à pratiquer des arrachages massifs. 
Depuis 2006, la règlementation européenne a intégré les atouts de l'agroforesterie et ne pénalise plus cette pratique dans la limite de cinquante arbres à l'hectare.